# Casa a la rambla Portalet, 14 (Sant Feliu de Guíxols)
La Casa a la rambla Portalet, 14 és una obra eclèctica de Sant Feliu de Guíxols (Baix Empordà) inclosa a l'Inventari del Patrimoni Arquitectònic de Catalunya.

## Descripció
Els esgrafiats estan situats a la façana d'una casa de la rambla del Portalet que ha estat molt modificada a la planta baixa. Al primer pis hi ha un balcó corregut amb dues obertures rectangulars situades entre tres esgrafiats idèntics, que representen una combinació d'elements estilitzats (gerros, motius vegetals i figures humanes). És interessant també la línia d'imposta que separa el primer del segon pis, amb una sanefa vegetal, i la que separa el segon pis del terrat, també amb decoració floral i més complexa. Els tres esgrafiats del segon pis combinen garlandes amb elements figuratius i vegetals estilitzats.

## Història
Els esgrafiats neoclàssics decoren una casa del segle xix, molt senzilla però que tanmateix mostra altres elements decoratius de tipus clàssic.